# Адам Вебстер
Адам Вебстер (англ. Adam Webster, нар. 4 січня 1995, Чичестер) — англійський футболіст, захисник клубу «Брайтон енд Гоув».
Виступав, зокрема, за клуби «Портсмут» та «Іпсвіч Таун», а також юнацьку збірну Англії.

## Клубна кар'єра
Народився 4 січня 1995 року в місті Чичестер. Вихованець футбольної школи клубу «Портсмут». Дорослу футбольну кар'єру розпочав 2012 року в основній команді того ж клубу, в якій провів чотири роки, взявши участь у 67 матчах чемпіонату. 
Протягом 2013—2014 років захищав кольори клубу «Олдершот Таун» на правах оренди.
2016 року уклав контракт з клубом «Іпсвіч Таун», у складі якого провів наступні два роки своєї кар'єри гравця. Граючи у складі «Іпсвіч Тауна» здебільшого виходив на поле в основному складі команди.
Протягом 2018—2019 років захищав кольори клубу «Бристоль Сіті».
До складу «Брайтона» приєднався 2 серпня 2019 року, підписавши з клубом 4-річний контракт. «Брайтон» заплатив за гравця приблизно 20 млн фунтів, встановивши клубний трансферний рекорд. Станом на 10 січня 2021 року відіграв за клуб з Брайтона 47 матчів в національному чемпіонаті.

## Виступи за збірні
2012 року дебютував у складі юнацької збірної Англії (U-18), загалом на юнацькому рівні взяв участь у 7 іграх.

## Статистика виступів

### Статистика клубних виступів
| Сезон                   | Команда                  | Чемпіонат               | Чемпіонат | Чемпіонат | Національний кубок | Національний кубок | Національний кубок | Континентальні кубки | Континентальні кубки | Континентальні кубки | Інші змагання | Інші змагання | Інші змагання | Усього | Усього | Усього |
| Сезон                   | Команда                  | Ліга                    | Ігор      | Голів     | Ліга               | Ігор               | Голів              | Ліга                 | Ігор                 | Голів                | Ліга          | Ігор          | Голів         | Ігор   | Голів  |        |
| ----------------------- | ------------------------ | ----------------------- | --------- | --------- | ------------------ | ------------------ | ------------------ | -------------------- | -------------------- | -------------------- | ------------- | ------------- | ------------- | ------ | ------ | ------ |
| 2011–12                 | «Портсмут»               | ЧФЛ                     | 3         | 0         | КА+КЛ              | 0                  | 0                  | -                    | -                    | -                    | -             | -             | -             | 3      | 0      |        |
| 2012–13                 | «Портсмут»               | ФЛ1                     | 18        | 0         | КА+КЛ              | 1+1                | 0                  | -                    | -                    | -                    | ФЛТ           | 1             | 0             | 21     | 0      |        |
| 2013–14                 | «Портсмут»               | ФЛ2                     | 4         | 2         | КА+КЛ              | -                  | -                  | -                    | -                    | -                    | ФЛТ           | -             | -             | 4      | 2      |        |
| 2014–15                 | «Портсмут»               | ФЛ2                     | 15        | 1         | КА+КЛ              | 0+2                | 0                  | -                    | -                    | -                    | ФЛТ           | 1             | 0             | 18     | 1      |        |
| 2015–16                 | «Портсмут»               | ФЛ2                     | 27        | 2         | КА+КЛ              | 5+2                | 0                  | -                    | -                    | -                    | ФЛТ           | 1             | 0             | 35     | 2      |        |
| Усього за «Портсмут»    | Усього за «Портсмут»     | Усього за «Портсмут»    | 67        | 5         |                    | 11                 | 0                  |                      | -                    | -                    |               | 3             | 0             | 81     | 5      |        |
| 2013–14                 | «Олдершот Таун» (оренда) | НЛ                      | 24        | 0         | КА+КЛ              | 0                  | 0                  | -                    | -                    | -                    | ФЛТ           | 4             | 0             | 28     | 0      |        |
| 2016–17                 | «Іпсвіч Таун»            | ЧФЛ                     | 23        | 1         | КА+КЛ              | 1+0                | 0                  | -                    | -                    | -                    | -             | -             | -             | 24     | 1      |        |
| 2017–18                 | «Іпсвіч Таун»            | ЧФЛ                     | 28        | 0         | КА+КЛ              | 0+1                | 0                  | -                    | -                    | -                    | -             | -             | -             | 29     | 0      |        |
| Усього за «Іпсвіч Таун» | Усього за «Іпсвіч Таун»  | Усього за «Іпсвіч Таун» | 51        | 1         |                    | 2                  | 0                  |                      | -                    | -                    |               | -             | -             | 53     | 1      |        |
| Усього за кар'єру       | Усього за кар'єру        | Усього за кар'єру       | 142       | 6         |                    | 13                 | 0                  |                      | -                    | -                    |               | 7             | 0             | 162    | 6      |        |